# Perfume and Piss
Perfume and Piss è il decimo album dei GBH, pubblicato il 6 aprile 2010 dalla Hellcat Records.

## Tracce
1. Unique
2. Kids Get Down
3. Perfume and Piss
4. Cadillac One
5. San Jose Wind
6. Dead Man Walking
7. Invisible
8. This is Not the Real World
9. Polytoxic
10. Ballads
11. Power Corrupts
12. Going Sideways
13. Time Flies

## Formazione
- Colin Abrahall  - voce
- Jock Blyth - chitarra
- Ross Lomas - basso
- Scott Preece - batteria